# فيليب هينكلي
فيليب هينكلي هو سياسي أمريكي، ولد في 25 ديسمبر 1946 في بيرو في الولايات المتحدة. نشط حزبياً في الحزب الجمهوري. وقد انتخب عضو مجلس نواب إنديانا ‏.